# Un giorno d'impazienza
Un giorno d'impazienza è un romanzo di Raffaele La Capria pubblicato nel 1952 e, dopo riscrittura, nel 1976.

## Trama

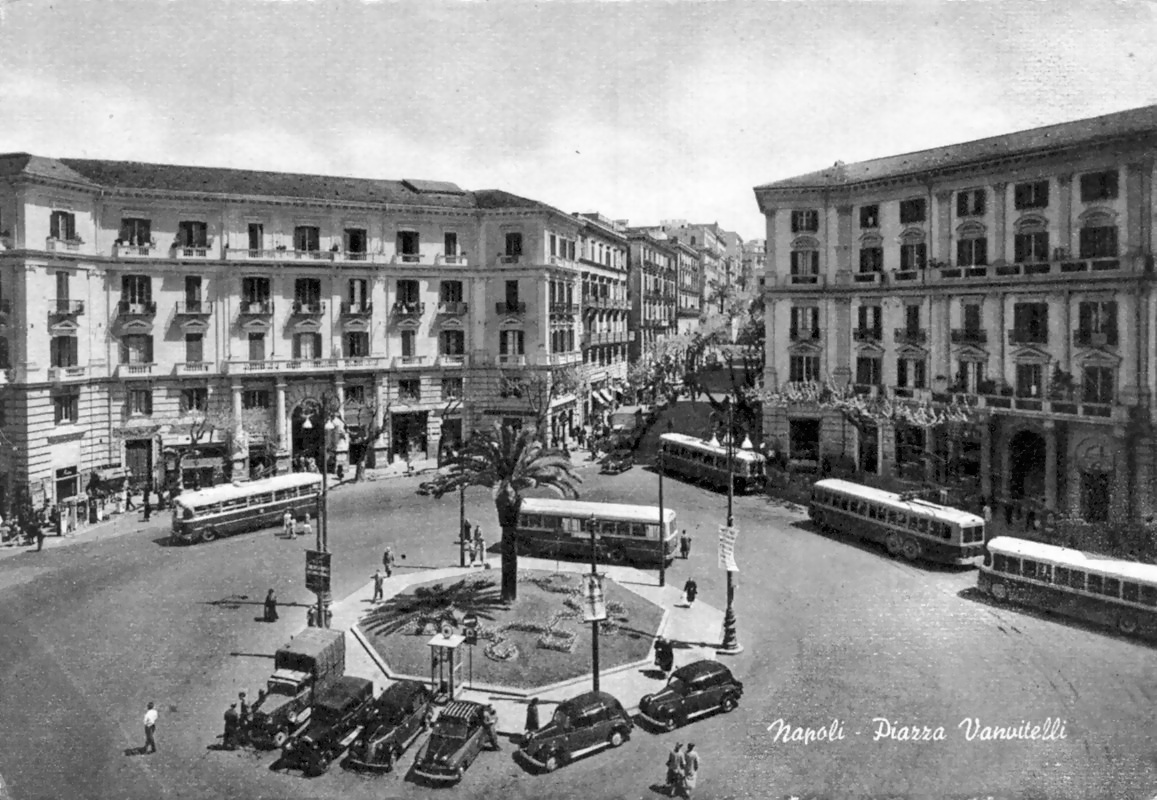
Napoli, Piazza Vanvitelli (anni cinquanta)

Il romanzo si svolge in una sola giornata a Napoli nel 1950. L'io narrante, un adolescente introverso, ha un appuntamento con Mira, una ragazza sessualmente libera. Nelle intenzioni del giovane l'incontro con la Mira, e quindi la prima esperienza sessuale, dovrebbe essere un appuntamento con la "realtà" e potrebbe assumere il valore di un rito iniziatico di passaggio all'età adulta. L'incontro non dà il risultato sperato dal protagonista a causa della sua «smania d'affrettare il tempo». L'explicit del romanzo sarà identico all'incipit. Commenterà più tardi l'autore: «La conclusione del libro che è uguale all'inizio, la sua circolarità da circolo vizioso che si ripete sin nella costruzione sintattica della frase, sta a rappresentare, anche formalmente, lo scacco del protagonista nel tentativo di uscire dal cerchio egocentrico del personaggio per entrare nel mondo dialettico dell'uomo.». Il romanzo descrive pertanto un giro a vuoto; non a caso il titolo scelto da La Capria per questo romanzo, allorché inviò il dattiloscritto alla Bompiani, era Il circolo vizioso.

## Genesi del romanzo
Un giorno d'impazienza è cronologicamente il primo romanzo di Raffaele La Capria, e una delle prime opere pubblicate dall'autore. Lo stesso La Capria cita, fra le opere che hanno influenzato la sua tecnica narrativa della prima versione del romanzo (1952), la Recherche di Proust e Lo straniero di Camus. La Capria dirà in seguito che il romanzo «era come coperto da incrostazioni stilistiche, dovute a inesperienza [...] Ho cominciato a pensare ai miei pochi libri come a un unico libro non ancora concluso [...] E cosa c'è di più naturale per uno scrittore, arrivato al capitolo quarto, di tornare indietro a rivedere, a risistemare o a riscrivere il capitolo primo?».
La Capria aveva cominciato a riscrivere Un giorno d'impazienza già primi anni sessanta; un brano del romanzo d'esordio riscritto sarà infatti inserito, col titolo "Gioco di specchi", in un'antologia del Gruppo 63. In questo frammento intermedio, a pag, 233, il protagonista diciottenne si chiama Massimo De Luca, come il protagonista di Ferito a morte. Tuttavia quando nel 1976 uscirà la versione riscritta di Un giorno d'impazienza, il protagonista è nuovamente anonimo. Le differenze fra due versioni del romanzo sono state registrate da Giuseppe Amoroso nel saggio citato sotto, in Bibliografia.
Nel 1982 il "libro unico" a cui La Capria aveva accennato nell'articolo del 1976, avrà una versione nel volume Tre romanzi di una giornata pubblicato da Einaudi. I tre romanzi sono preceduti dai frammenti del saggio False partenze (del 1974) aventi per soggetto "Candido", un alter ego di La Capria.

## Edizioni

### In lingua italiana
- Un giorno d'impazienza: romanzo breve, Milano; Roma: Bompiani, 1952, 178 p.
- Un giorno d'impazienza, Coll. Letteraria Bompiani n. 298, Milano: Bompiani, 1976, 110 p.
- Tre romanzi di una giornata (Un giorno d'impazienza; Ferito a morte; Amore e psiche), Coll. Supercoralli Torino: Einaudi, 1982, 299 p., ISBN 88-06-05383-3
- «Tre romanzi di una giornata: Un giorno d'impazienza». In: Raffaele La Capria, Opere; a cura e con un saggio introduttivo di Silvio Perrella, Coll. I Meridiani, Milano: A. Mondadori, 2003, pp. 53-138, ISBN 88-04-51361-6

### Traduzioni
- (EN)  A Day of Impatience; traduzione di William Fense Weaver, New York: Farrar, Straus and Young, 1954
- (EN)  First Affair; traduzione di William Fense Weaver, New York: Signet Books - New American Library, 1955